# Połchowo (powiat łobeski)
Połchowo (niem. Polchow) – wieś w Polsce położona w województwie zachodniopomorskim, w powiecie łobeskim, w gminie Węgorzyno.
W latach 1975–1998 miejscowość należała administracyjnie do województwa szczecińskiego.

## Osoby urodzone lub związane z Połchowem
- Christoph Friedrich Berend von Borcke, także von Borck (ur. 11 stycznia 1689, zm. 22 lipca 1770 w Wangerin) — pruski starosta (Landrat), który od około 1722 aż do śmierci kierował powiatem Borcków na Pomorzu Zachodnim. Właściciel majątku ziemskiego w Połchowie.